# ムアンシーサケート郡
座標: 北緯15度7分14秒 東経104度19分20秒 / 北緯15.12056度 東経104.32222度
ムアンシーサケート郡（ムアンシーサケートぐん）は、タイ東北部・シーサケート県にある郡（アムプー）。同県の県庁所在地（ムアン）でもある。

## 名称
シーサケートとは、「吉祥なる美しい髪」という意味。シーサケートは日本語ではシサケット、シーサケットなどとも表記され、表記揺れが激しい。

## 歴史
1782年、ムアン（都市国家）・クカンの副国主、プラ・パックディープートーンソンクラーム (ウン) が、この地にあったバーンノーンサームカーという村をクカンの領域から分離させ、ラーマ1世によって、ムアン・シーサケートの名前が与えられたことに始まる。3年後シーサケートの街は移転し現在の市街地、「テーサバーンムアン・シーサケート」になった。その後、ムアン・シーサケートはムアン・クカンの支配下にあった。
1904年、ムアンクカンの所在地がムアンシーサケートに移転した、このためムアンシーサケートはムアンクカンと言う名前で呼ばれることになり、ムアンクカンはフワイヌア郡と名を変えた。その後、1916年、県（チャンワット）の制度が導入されると、クカン県となり新ムアンクカン（シーサケート）は県庁所在地となった。
その後、1938年、県がシーサケート県と呼ばれるようになるとそれに合わせ、ムアンクカンはムアンシーサケート郡と名を変えた。

## 地理
ムーン川の形成した平地にあり、郡の主な水源もムーン川である。
交通は、タイ国鉄が通っている。また、国道226号線が東西に通っており東にウボンラーチャターニー方面、西にスリン方面と通じる。220号線が南西に延びておりクカン方面に、221号線が南東に延びており、カンタララック方面に、国道2373号線が北に延びており、ヤーンチュムノーイ方面に通じている。

## 経済
郡内の主な産業は農業で、コメ、唐辛子、野菜などが生産されている。

## 行政区分
郡内には18のタムボンがあり、さらにその下位に165の村（ムーバーン）がある。自治体（テーサバーン）があり以下のようになっている。
- テーサバーンムアン・シーサケート・・・タムボン・ムアンヌア、タムボン・ムアンターイの全体とタムボン・ノーンクロック、ポーンカー、ヤープロン、ポーの一部。

また、郡内には16のタムボン行政体（オンカーンボーリハーンスワンタムボン）がある。なお、以下のリストで欠番のタムボンは分離してワンヒン郡、パユ郡となっているタムボンである。
1. タムボン・ムアンヌア・・・ตำบลเมืองเหนือ
2. タムボン・ムアンターイ・・・ตำบลเมืองใต้
3. タムボン・クーソート・・・ตำบลคูซอด
4. タムボン・サム・・・ตำบลซำ
5. タムボン・チャーン・・・ตำบลจาน
6. タムボン・タドーン・・・ตำบลตะดอบ
7. タムボン・ノーンクロック・・・ตำบลหนองครก

1. タムボン・ポーンカー・・・ตำบลโพนข่า
2. タムボン・ポーンコー・・・ตำบลโพนค้อ

1. タムボン・ポーンクワオ・・・ตำบลโพนเขวา
2. タムボン・ヤープロン・・・ตำบลหญ้าปล้อง

1. タムボン・トゥム・・・ตำบลทุ่ม
2. タムボン・ノーンハイ・・・ตำบลหนองไฮ

1. タムボン・ノーンケーオ・・・ตำบลหนองแก้ว
2. タムボン・ナムカム・・・ตำบลน้ำคำ
3. タムボン・ポー・・・ตำบลโพธิ์
4. タムボン・マークキアップ・・・ตำบลหมากเขียบ

1. タムボン・ノーンパイ・・・ตำบลหนองไผ่